# 宮城県工業高等学校
宮城県工業高等学校（みやぎけん こうぎょうこうとうがっこう）は、宮城県仙台市青葉区米ヶ袋三丁目にある県立工業高等学校。通称は「県工」（けんこう）もしくは「宮工」（みやこう）。同じ校地に定時制の宮城県第二工業高等学校がある。

## 設置学科
- 機械科
- 電子機械科
- 電気科
- インテリア科
- 化学工業科
- 情報技術科

## 沿革
- 1913年（大正2年）2月 - 宮城県立工業学校として創立。
- 1919年（大正8年）11月 - 宮城県工業学校と改称。
- 1948年（昭和23年）4月 - 学制改革により宮城県工業高等学校と改称。

## 学校行事
- 運動会（4月下旬に開催）
- 球技大会（10月上旬に開催。バレーボール、バスケットボール、ソフトボール、卓球、バドミントンの競技が行われる）
- 宮工祭（10月下旬に開催）
- 校外ホームルーム（2年生の12月上旬頃、学科毎にそれぞれ関西・関東・九州・沖縄・北海道方面などに行く）

## 現在の部活動
- 陸上競技部、サッカー部、バレーボール部、野球部、水泳部、卓球部、山岳部、ソフトテニス部、バスケットボール部、バドミントン部、柔道部、剣道部、空手道部、ハンドボール部、弓道部、社会部、美術部、文芸部、書道部、自動車部、弱電部、クラフトデザイン部、茶道部、情報研究部、自然科学部、写真部、囲碁部、吹奏楽部、新聞部、化工部、コミックイラスト部、軽音楽部、機械技術部、ダンス部、電気技術愛好会、将棋愛好会、映像研究愛好会、生徒会執行部

## 周辺の学校
- 東北大学（片平キャンパス）
- 東北学院大学（土樋キャンパス）
- 放送大学（宮城学習センター）

## 著名な出身者
- 岡久雄（新エネルギー・産業技術総合開発機構理事長、電気学会会長）
- 稲垣潤一（歌手）
- 庄子春男（サッカー選手、GM）
- 佐藤洋平（サッカー選手）
- さおりん (ヘラヘラ三銃士)（YouTuber）

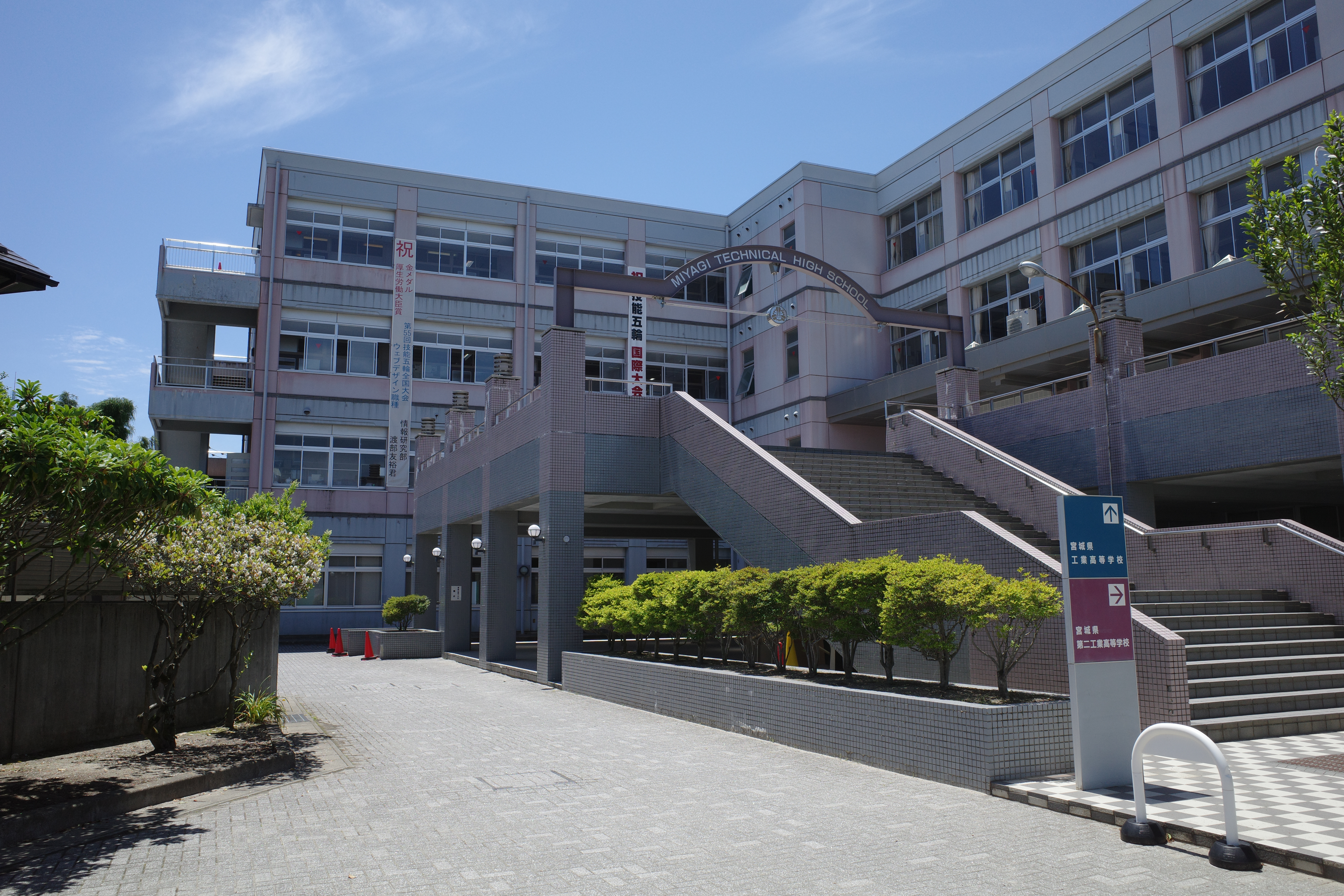
校舎

- 前原滉（俳優）

## 指導死問題
同校の1年生の男子生徒が2018年8月に自宅で自殺。この生徒は、自殺の約2ヵ月前に提出したレポートを書き直すよう指示され、終わるまでは部活動への参加を禁止されるなどした。生徒の遺族は10月31日に、担任の指導の行き過ぎが自殺に繋がったとして、宮城県教育委員会に対し、第三者委員会を設置し調査を実施するよう要望した。